# Việt Nam năm 2022
Dưới đây là sự kiện trong năm tại Việt Nam 2022.

## Đương nhiệm
| Ảnh                                  | Vị trí            | Tên              |
| ------------------------------------ | ----------------- | ---------------- |
| Tập tin:Nguyễn Phú Trọng cropped.jpg | Tổng bí thư       | Nguyễn Phú Trọng |
|                                      | Chủ tịch nước     | Nguyễn Xuân Phúc |
|                                      | Thủ tướng         | Phạm Minh Chính  |
|                                      | Chủ tịch Quốc hội | Vương Đình Huệ   |

## Sự kiện

### Diễn ra trong năm
- Đợt sắp xếp, sáp nhập đơn vị hành chính tại Việt Nam 2022–2025
- Đại dịch COVID-19 tại Việt Nam (dòng thời gian năm 2022)
- Giải bóng đá Vô địch Quốc gia 2022
- Giải bóng đá Hạng Nhất Quốc gia 2022
- Giải bóng đá Cúp Quốc gia 2022
- Hoa hậu Hoàn vũ Việt Nam 2022
- Hoa hậu Thế giới Việt Nam 2022

### Tháng 1
- 13 tháng 1: Chính thức khánh thành tuyến đường sắt trên cao Cát Linh – Hà Đông, sau hơn 10 năm xây dựng và hơn 2 tháng vận hành thử.[1]
- 18 tháng 1: Việt Nam phát hiện 3 ca nhiễm biến thể Omicron SARS-CoV-2 trong cộng đồng đầu tiên tại Thành phố Hồ Chí Minh.[2]
- 26 tháng 1: Hà Nội công bố ca nhiễm biến thể Omicron trong cộng đồng đầu tiên.[3]

### Tháng 2
- 26 tháng 2: Một vụ lật thuyền xảy ra ngoài khơi biển Cửa Đại, Hội An, Quảng Nam khiến ít nhất 17 người thiệt mạng.[4][5]

### Tháng 3
- 15 tháng 3: Việt Nam chính thức mở cửa lại hoạt động du lịch sau thời gian đóng cửa vì đại dịch COVID-19.[6]
- 24 tháng 3: Nữ doanh nhân Nguyễn Phương Hằng bị bắt với tội danh "Lợi dụng các quyền tự do dân chủ xâm phạm lợi ích Nhà nước, quyền lợi ích hợp pháp của tổ chức, cá nhân".[7]

### Tháng 4
- 7 tháng 4: Đại dịch COVID-19 tại Việt Nam: Việt Nam vượt 10 triệu ca mắc COVID-19.[8]
- 13 tháng 4: Hà Nội trở thành địa phương cuối cùng trên cả nước cho phép các trường mầm non hoạt động trở lại sau gần 1 năm phải đóng cửa để phòng chống đại dịch COVID-19.[9]

### Tháng 5
- 12 tháng 5 – 23 tháng 5: Đại hội Thể thao Đông Nam Á 2021 được tổ chức.[10]

### Tháng 6
- 3 tháng 6: Bộ Nông nghiệp và Phát triển nông thôn công bố lưu hành vaccine thương mại dịch tả lợn châu Phi.[11]
- 6 tháng 6: Bộ trưởng Bộ Y Tế Nguyễn Thanh Long và Chủ tịch Ủy ban nhân dân Thành phố Hà Nội Chu Ngọc Anh bị khai trừ khỏi Đảng Cộng sản Việt Nam.[12]
- 7 tháng 6: Cách chức và bắt giữ Bộ trưởng Bộ Y Tế Nguyễn Thanh Long liên quan "đại án tham nhũng" Việt Á.[13][14]
- 23 tháng 6: Xe container tông sập một tiệm vàng ở Thành phố Hồ Chí Minh.[15]

### Tháng 7
- 21 tháng 7: Vụ Chiếc xe Ferrari 488 gặp nạn ở Hà Nội.[16][17][18]
- 22 tháng 7: Mì ăn liền ở Việt Nam bị EU cảnh báo chứa Ethylen oxide vượt ngưỡng.[19][20][21][22][23][24][25]

### Tháng 8
- 1 tháng 8: Mạng xã hội lớn nhất Việt Nam Zalo chính thức thu phí người dùng và bắt đầu hạn chế một số tính năng của người dùng phổ thông. Ngay lập tức người dùng kêu gọi đánh giá 1 sao, doạ xoá ứng dụng.[26][27]
- 30 tháng 8:
  - Vụ va chạm liên hoàn giữa 5 ôtô trên cao tốc TP Hồ Chí Minh - Trung Lương khiến giao thông ùn tắc nghiêm trọng hàng cây số.[28]
- 31 tháng 8: 
  - Nhạc sĩ Hồ Hoài Anh bị Học viện Âm nhạc Quốc gia Việt Nam kỷ luật cảnh cáo với lý do: "Tự ý ra nước ngoài từ ngày 17 tháng 6 đến 6 tháng 8, mà không xin phép và để phát sinh sự việc gây xôn xao dư luận".[29]
  - Toà án nhân dân thành phố Hà Nội đã tuyên án phạt 10 bị cáo trong vụ tàng trữ, mua bán, tổ chức sử dụng trái phép chất ma túy ngay tại Bệnh viện Tâm thần Trung ương 1 (trong đó có hai bản án tử hình).[30]

### Tháng 9
- 1 tháng 9:
  - Tuyến cao tốc Vân Đồn - Móng Cái chính thức đưa vào hoạt động sau hơn 2 năm thi công, rút ngắn hành trình từ Móng Cái đến Hà Nội còn 3 giờ.[31]
  - Thành phố Huế chính thức khai trương xe buýt hai tầng[32]
  - Sau khi va chạm với tàu Tiến Đạt 19 trên khu vực sông Soài Rạp, Thành phố Hồ Chí Minh, tàu LA 06775 đã bị lật úp, tất cả các thuyền viên trên tàu đều đã thoát nạn.[33]
- 6 tháng 9: Cháy lớn quán karaoke ở Bình Dương khiến 33 người chết.[34]
- 9 tháng 9: Công an Thành phố Hà Nội đã ra quyết định khởi tố vụ án, khởi tố bị can và bắt tạm giam đối với Phan Sơn Tùng (38 tuổi, thường trú tại Phường Mộ Lao, Quận Hà Đông, Thành phố Hà Nội) để làm rõ tội “làm, tàng trữ, phát tán hoặc tuyên truyền thông tin, tài liệu, vật phẩm nhằm chống phá nhà nước Cộng hòa xã hội chủ nghĩa Việt Nam", quy định tại điều 117 bộ luật Hình sự.[35]
- 26 tháng 9: Bão Noru (2022): Một ngư dân của Việt Nam đã bị rơi xuống biển và mất tích trong quá trình di chuyển tàu về nơi tránh trú bão Noru.[36]
- 28 tháng 9: Thủ tướng Cuba Manuel Marrero Cruz có một chuyến thăm và được nhận Huân chương Hồ Chí Minh.[37]

### Tháng 10
- 2 tháng 10: Chung kết Đường lên đỉnh Olympia 2022.[38]
- 10 tháng 10: Ngày Chuyển đổi số quốc gia lần đầu tiên được tổ chức.[39]
- 11 tháng 10: Việt Nam trúng cử vào Hội đồng Nhân quyền Liên Hợp Quốc nhiệm kỳ 2023 - 2025.[40]
- 13 tháng 10: Hà Nội: tuyên án tử hình kẻ đóng đinh vào đầu bé gái 3 tuổi hồi tháng 1, đối với Nguyễn Trung Huyên (30 tuổi, trú xã Thạch Hòa, H.Thạch Thất, Hà Nội) về tội “giết người” và “cố ý gây thương tích”.[41]
- 17 tháng 10: Lãnh đạo Trại giam Đại Bình (thuộc Cục C10 Bộ Công an, xã Lộc Thành, huyện Bảo Lâm, tỉnh Lâm Đồng) cho biết đã phát lệnh truy nã toàn quốc đối Đặng Bảo Duy (tên gọi khác K’Duy, 28 tuổi, ngụ xã Phú Sơn, huyện Lâm Hà, tỉnh Lâm Đồng).[42]
- 30 tháng 10 - 2 tháng 11: Tổng Bí thư Nguyễn Phú Trọng dự kiến sẽ thăm chính thức nước CHND Trung Hoa.[43]

### Tháng 11
- 8 tháng 11 – 12 tháng 11: Liên hoan phim quốc tế Hà Nội lần thứ 6 được tổ chức.[44]
- 13 tháng 11: Thủ tướng Đức Olaf Scholz sang thăm Việt Nam.[45][46]
- 14 tháng 11 - 17 tháng 11: Thủ tướng New Zeland Jacinda Ardern sang thăm Việt Nam và viếng hoa ở lăng Chủ tịch Hồ Chí Minh.[47]
- 16 tháng 11: Chủ tịch nước Nguyễn Xuân Phúc đến thăm Thái Lan.[48]
- 19 tháng 11: Tưởng niệm đồng bào, cán bộ chiến sĩ hy sinh, tử vong trong đại dịch COVID-19.[49]

### Tháng 12

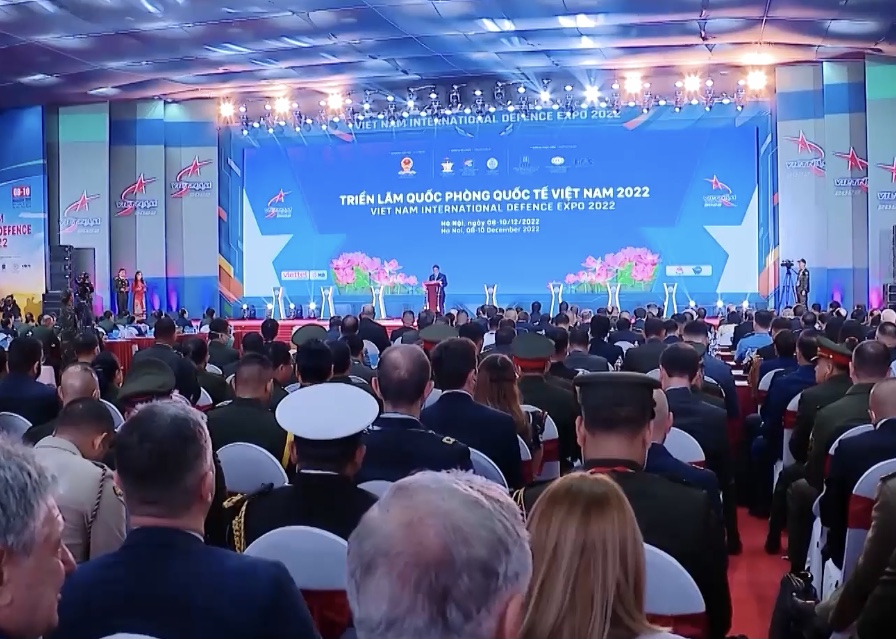
Triển lãm Quốc phòng quốc tế Việt Nam 2022.

- 4 tháng 12 – 6 tháng 12: Chủ tịch nước Nguyễn Xuân Phúc đến thăm Hàn Quốc.[50]
- 5 tháng 12: Kỷ niệm 30 năm quan hệ Hàn Quốc – Việt Nam, hai nước nâng cấp quan hệ song phương lên "Đối tác chiến lược toàn diện".[51]
- 8 tháng 12 – 10 tháng 12: Triển lãm Quốc phòng quốc tế Việt Nam 2022 với sự tham gia của 170 đơn vị của 30 quốc gia trên thế giới.[52]
- 9 tháng 12 – 16 tháng 12: Thủ tướng Phạm Minh Chính đến thăm Luxembourg, Vương quốc Bỉ và Hà Lan.[53]
- 20 tháng 12: Giải thưởng VinFuture 2022 được tổ chức tại Nhà hát Lớn, Hà Nội.[54]
- 21 tháng 12: 
  - Chủ tịch nước Nguyễn Xuân Phúc và Đoàn đại biểu cấp cao Việt Nam đã tới sân bay Soekarno Hatta, thủ đô Jakarta, bắt đầu chuyến thăm cấp nhà nước Cộng hòa Indonesia.[55]
  - Tuyến metro số 1 ở Thành phố Hồ Chí Minh lần đầu tiên được chạy thử nghiệm.[56]
- 23 tháng 12: Cơ quan cảnh sát điều tra đã bắt giữ ông Vũ Hồng Nam, nguyên Đại sứ quán Việt Nam tại Nhật Bản vì bị nghi ngờ nhận hối lộ.[57]
- 30 tháng 12: 
  - Phó Thủ tướng Phạm Bình Minh thôi giữ chức Ủy viên Bộ Chính trị, Ủy viên Trung ương Đảng khóa XIII.[58]
  - Phó Thủ tướng Vũ Đức Đam thôi giữ chức Ủy viên Trung ương Đảng khóa XIII.[59]
- 31 tháng 12: Một bé trai 10 tuổi rơi xuống trụ bê tông sâu 35 m ở Đồng Tháp.

## Mất

### Tháng 1

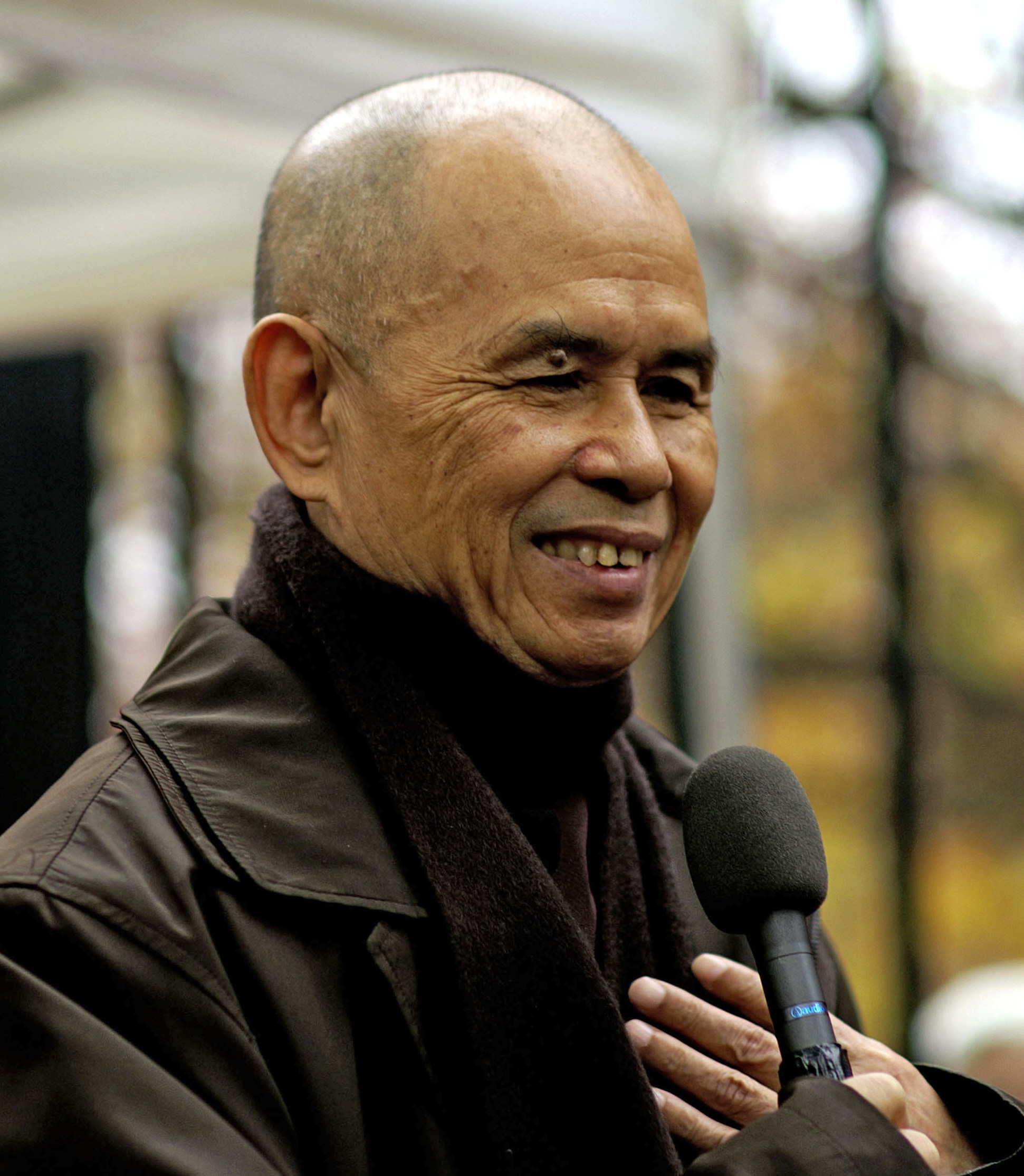
Thích Nhất Hạnh
(1926 - 2022)

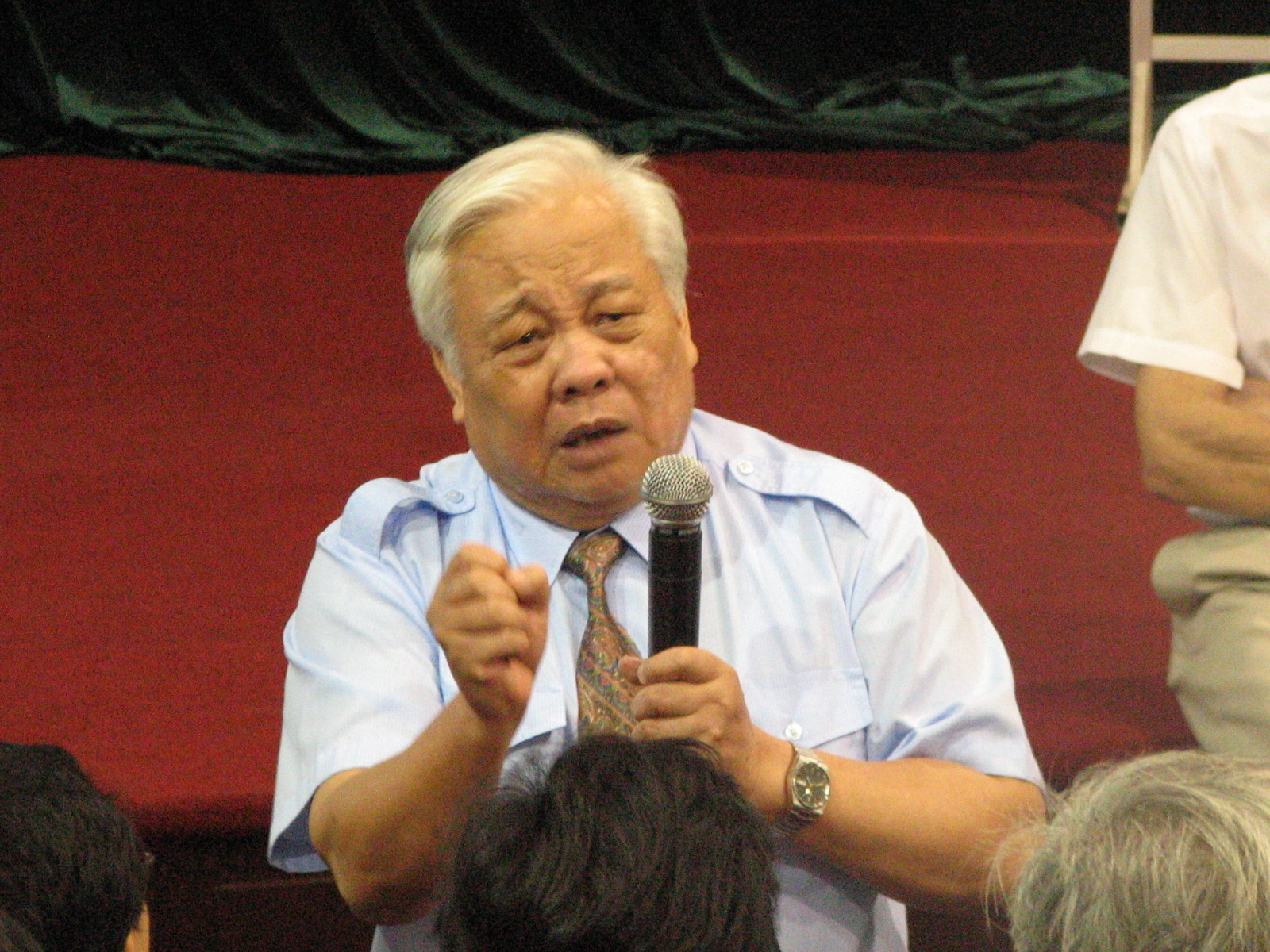
Nguyễn Văn Hiệu
(1938 - 2022)

Nguyễn Văn Quỳ
(1925 - 2022)

- 3 tháng 1: Đặng Vũ Chính, 93, sĩ quan cao cấp của Quân đội nhân dân Việt Nam[60]
- 5 tháng 1: Trần Văn Phúc, 75, là một cựu huấn luyện viên bóng đá
- 9 tháng 1: Nguyễn Côn, 105, nguyên Bí thư Trung ương Đảng, Phó Thủ tướng Chính phủ[61]
- 10 tháng 1: Cao Thượng Lương, 93, sĩ quan cao cấp của Quân đội nhân dân Việt Nam[62]
- 22 tháng 1: Thích Nhất Hạnh, 95, thiền sư, giảng viên, nhà văn
- 23 tháng 1: Nguyễn Văn Hiệu, 83, giáo sư, nhà vật lý, và chính trị gia
- 27 tháng 1: 
  - Bích Chiêu, 80, ca sỹ hải ngoại người Pháp gốc Việt
  - Nguyễn Văn Quỳ, 97, nhạc sĩ
- 30 tháng 1: Lê Hải Châu, 95, nhà giáo nhân dân

### Tháng 2
- 3 tháng 2: Tường Vân, 83, diễn viên kịch nói, Nghệ sĩ Ưu tú
- 4 tháng 2: 
  - Hoàng Lan, 62, diễn viên
  - Vũ Văn Thược, 93, Thiếu tướng
- 9 tháng 2: 
  - Y Phương, 73, nhà văn
  - Bùi Đình Kế, 94, Đại tá, Nhà Báo
- 10 tháng 2: Tiến Hợi, 62, diễn viên điện ảnh
- 11 tháng 2: Nguyễn Tài Tuệ, 85, nhạc sĩ
- 12 tháng 2: Lê Gia Hội, 82-83, là một nghệ sĩ ưu tú, ca sĩ opera Việt Nam
- 22 tháng 2: Phạm Liêm, 93, sĩ quan
- 23 tháng 2: Thanh Tú, 82, nghệ sĩ cải lương
- 24 tháng 2: Ngọc Đáng, 70, nghệ sĩ cải lương

### Tháng 3
- 5 tháng 3: Tuyết Mai, 96, phát thanh viên của Đài tiếng nói Việt Nam
- 8 tháng 3:
  - Văn Dung, 86, nhà báo
  - Vũ Ngọc Phượng, 36, đạo diễn
- 9 tháng 3: Phùng Văn Tửu, 86, nhà giáo
- 13 tháng 3: Vũ Minh, 55, đạo diễn
- 15 tháng 3: Văn Quang, 88, là bút hiệu của nhà văn Nguyễn Quang Tuyến
- 17 tháng 3: Ngọc Châu, 54, nhạc sĩ
- 18 tháng 3: Trần Nguyên Bình, 70, Thiếu tướng
- 19 tháng 3: Đỗ Xuân Công, 78, chính trị gia
- 20 tháng 3: Hoàng Tích Chỉ, 89, nhà biên kịch phim
- 21 tháng 3: 
  - Hồng Đăng, 86, nhạc sĩ
  - Mạc Đình Vịnh, 95, Thiếu tướng, Bộ Quốc phòng; Bộ Tổng Tham mưu Quân đội nhân dân Việt Nam
- 25 tháng 3: 
  - Nguyễn Hữu Việt, 33, vận động viên bơi lội
  - Đặng Trí Dũng, 60, là một sĩ quan cấp Quân đội nhân dân Việt Nam
- 26 tháng 3: Lê Nam Phong, 94, một sĩ quan cấp cao trong Quân đội nhân dân Việt Nam
- 29 tháng 3: Lê Hòa Bình, 51, chính trị gia
- 31 tháng 3:
  - Nguyễn Mạnh Khải, 58, Thiếu tướng Việt Nam.
  - Minh Trí, 77, Nghệ sĩ ưu tú và Phát thanh viên Việt Nam.

### Tháng 4
- 2 tháng 4: Quách Thị Hồng, 101, Bà mẹ Việt Nam anh hùng Việt Nam
- 3 tháng 4: Lê Hoàng Sương, 77, Thiếu tướng, Anh hùng LLVT nhân dân Việt Nam
- 4 tháng 4: Trần Nhẫn, 94, tướng lĩnh Quân đội nhân dân Việt Nam.
- 5 tháng 4: Phạm Minh Tuyên, 72, Nguyên Ủy viên Ban Chấp hành Trung ương Đảng Cộng sản Việt Nam, Nguyên Bí Thư Tỉnh Ủy Ninh Bình
- 6 tháng 4: Trần Hữu Tuất, 65, sĩ quan cấp cao Quân đội nhân dân Việt Nam
- 24 tháng 4: Bùi Minh Thứ, 75, Thiếu tướng Việt Nam
- 26 tháng 4: Trần Linh, 93, Trung tướng Việt Nam

### Tháng 5

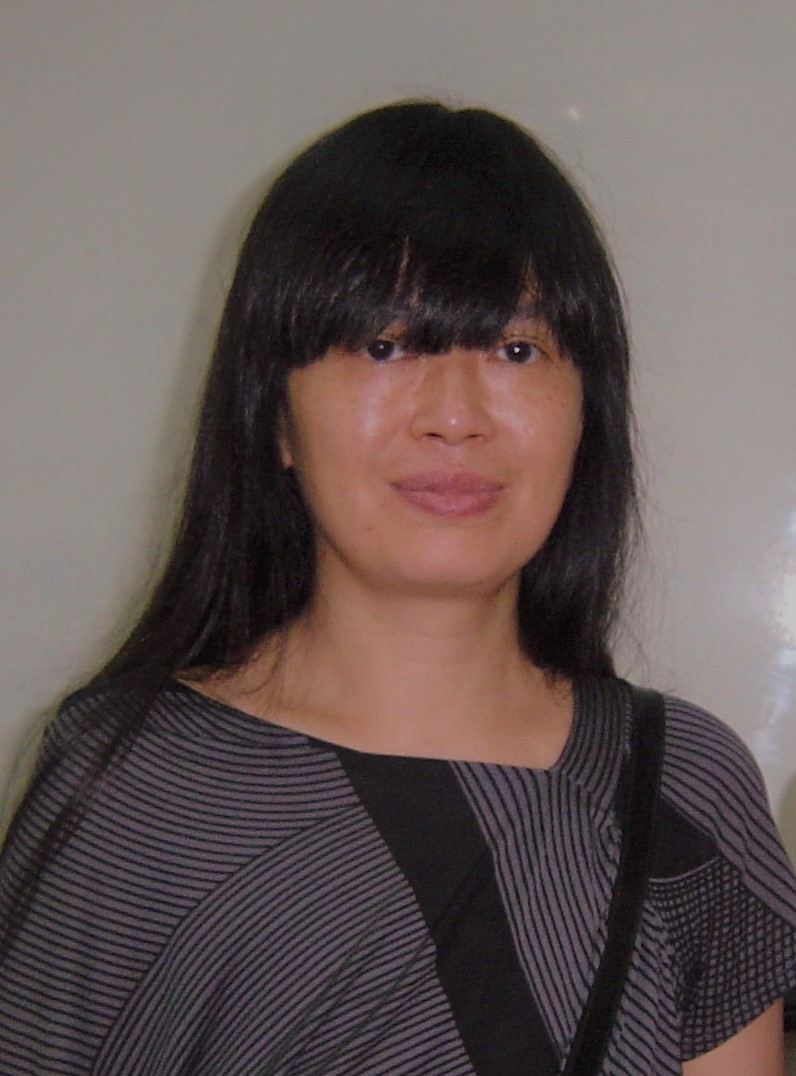
Linda Lê
(1963 - 2022)

- 4 tháng 5: Nguyễn Duy Quý, 90, Giáo sư, Viện sĩ Việt Nam
- 9 tháng 5: Linda Lê, 58, là nhà văn nữ người Pháp gốc Việt
- 10 tháng 5: Cung Tiến, 83, là một nhạc sĩ Việt Nam nổi tiếng theo dòng nhạc tiền chiến
- 12 tháng 5: Trần Đĩnh, 92, là nhà báo của tờ Sự Thật từ những ngày đầu tiên của Việt Nam
- 15 tháng 5:
  - Trần Quang Tùy, 93, Thiếu tướng
  - Trần Đình Tấn, 89, Thiếu tướng
- 17 tháng 5: Vũ Hắc Bồng, 94, là nguyên Đại sứ Việt Nam tại Guinée
- 19 tháng 5: Hồ Ngọc Nhuận, 86–87, nhà báo
- 21 tháng 5: Nguyễn Hoa Thịnh, 81, Trung tướng, Giáo sư, Tiến sĩ khoa học, Nhà giáo Nhân dân
- 30 tháng 5: Vũ Hải Chấn, 68, Thiếu tướng

### Tháng 6
- 5 tháng 6: Ngô Thị Huệ, 104, phu nhân Nguyên Tổng Bí thư Nguyễn Văn Linh.
- 14 tháng 6: Giuse Nguyễn Hữu Triết, 79, là một linh mục Công giáo người Việt Nam Cộng Hòa
- 16 tháng 6: Đỗ Cẩu, 75, là cựu trung vệ của Đội tuyển bóng đá quốc gia Việt Nam Cộng hòa
- 17 tháng 6: Lê Hùng Dũng, 68, Nguyên Chủ tịch Liên đoàn bóng đá Việt Nam

### Tháng 7

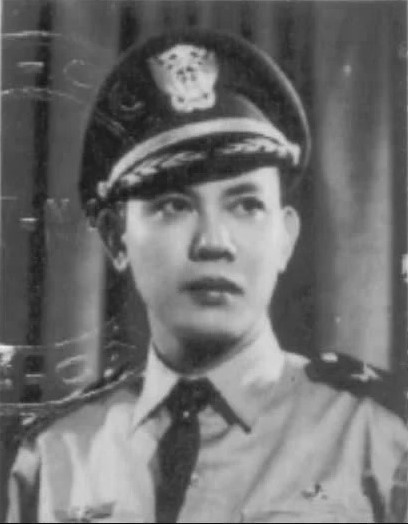
Nguyễn Xuân Vinh
(1930 - 2022)

- 6 tháng 7: Trần Văn Dung, 78, Đại tá.
- 10 tháng 7: Nguyễn Hữu Hạ, 72, Trung tướng.
- 16 tháng 7: Hoàng Trọng Phiến, 88, Giáo sư.
- 19 tháng 7: Tô Văn Lai, 85, người sáng lập Thúy Nga Paris.
- 22 tháng 7: Phí Văn Hải, 90, Thiếu tướng.
- 23 tháng 7: Nguyễn Xuân Vinh, 92, Tư lệnh Quân chủng Không quân Việt Nam Cộng hòa.

### Tháng 8

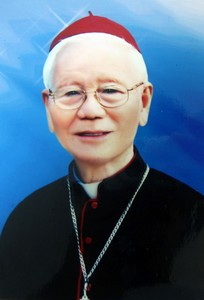
Phaolô Maria Cao Đình Thuyên
(1927 - 2022)

- 3 tháng 8, Lê Xuân Trinh, 89, Chủ nhiệm Văn phòng Chính phủ.[63][64]
- 16 tháng 8: Trịnh Minh Đích, 83, Thiếu tá.[65][66]
- 18 tháng 8: Nguyễn Thiện Tơ, 101, nhạc sĩ.
- 19 tháng 8: Vũ Huy Lễ, 76, anh hùng trong trận Gạc Ma 1988.
- 29 tháng 8: Phaolô Maria Cao Đình Thuyên, 95, Giám mục.

### Tháng 9
- 3 tháng 9: Lê Quốc Sự, 72, Trung tướng.[67]
- 6 tháng 9: Sơn Cang, 74, Trung tướng.
- 7 tháng 9: Thẩm Thúy Hằng, 82, Nghệ sĩ Ưu tú, diễn viên.
- 10 tháng 9: Vinh Sử, 79, nhạc sĩ.[68]
- 18 tháng 9: Đào Xuân Thu, 94, Thiếu tướng.[69][70]
- 28 tháng 9: Nguyễn Ngọc Ký, 75, Nhà giáo.[71]

### Tháng 10

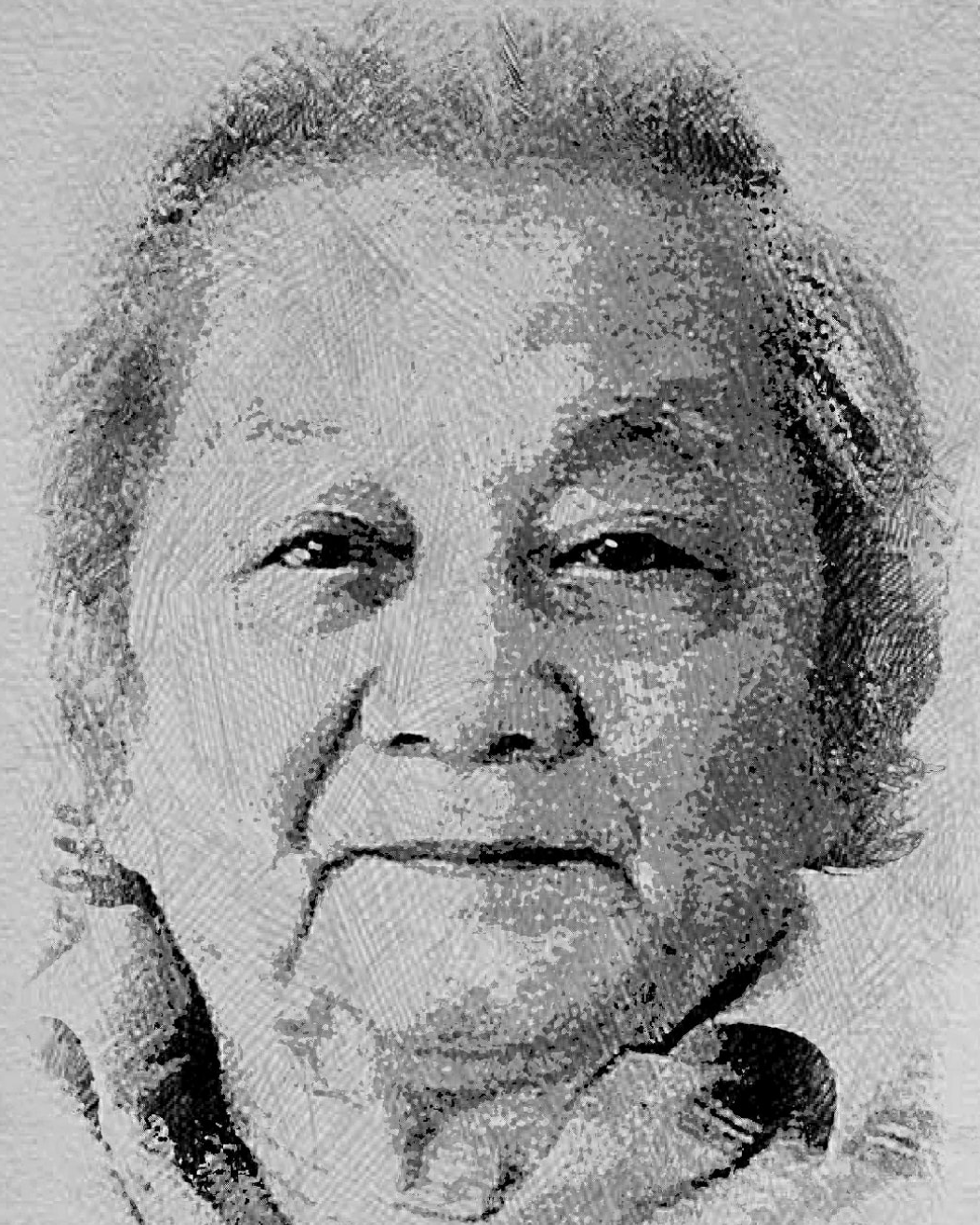
An Chi
(1935 - 2022)

- 2 tháng 10: Vũ Quốc Hùng, 82, chính khách.
- 12 tháng 10: An Chi, 86, học giả.
- 21 tháng 10: Hà Văn Trọng, 84, diễn viên.
- 28 tháng 10: Nguyễn Diệp, 93, Thiếu tướng.

### Tháng 11
- 8 tháng 11: Ánh Dương, 87, nhạc sĩ.
- 9 tháng 11: Lê Lựu, 79, nhà văn.
- 21 tháng 11: 
  - Nguyễn Văn Hùng, 58, chính khách.
  - Trọng Bằng, 91, Nghệ sĩ nhân dân.
- 23 tháng 11: Đinh Tích Quân, 93, sĩ quan cao cấp.
- 30 tháng 11: Nguyễn Văn Nhuệ, 84, chính khánh Việt Nam Cộng hòa.

### Tháng 12
- 1 tháng 12: Nguyễn Thành Cung, 69, Thiếu tướng, nguyên Thứ trưởng Bộ Ngoại giao.